# بونينجن
بونينجن Beuningen  هي بلدية ومدينة بمقاطعة خيلدرلند بهولندا.

## طوبوغرافيا
خريطة طوبوغرافية هولندية لبلدية بونينجن، يونيو 2015، (تقرأ بعد ثلاث نقرات على الخريطة).

## معرض صور

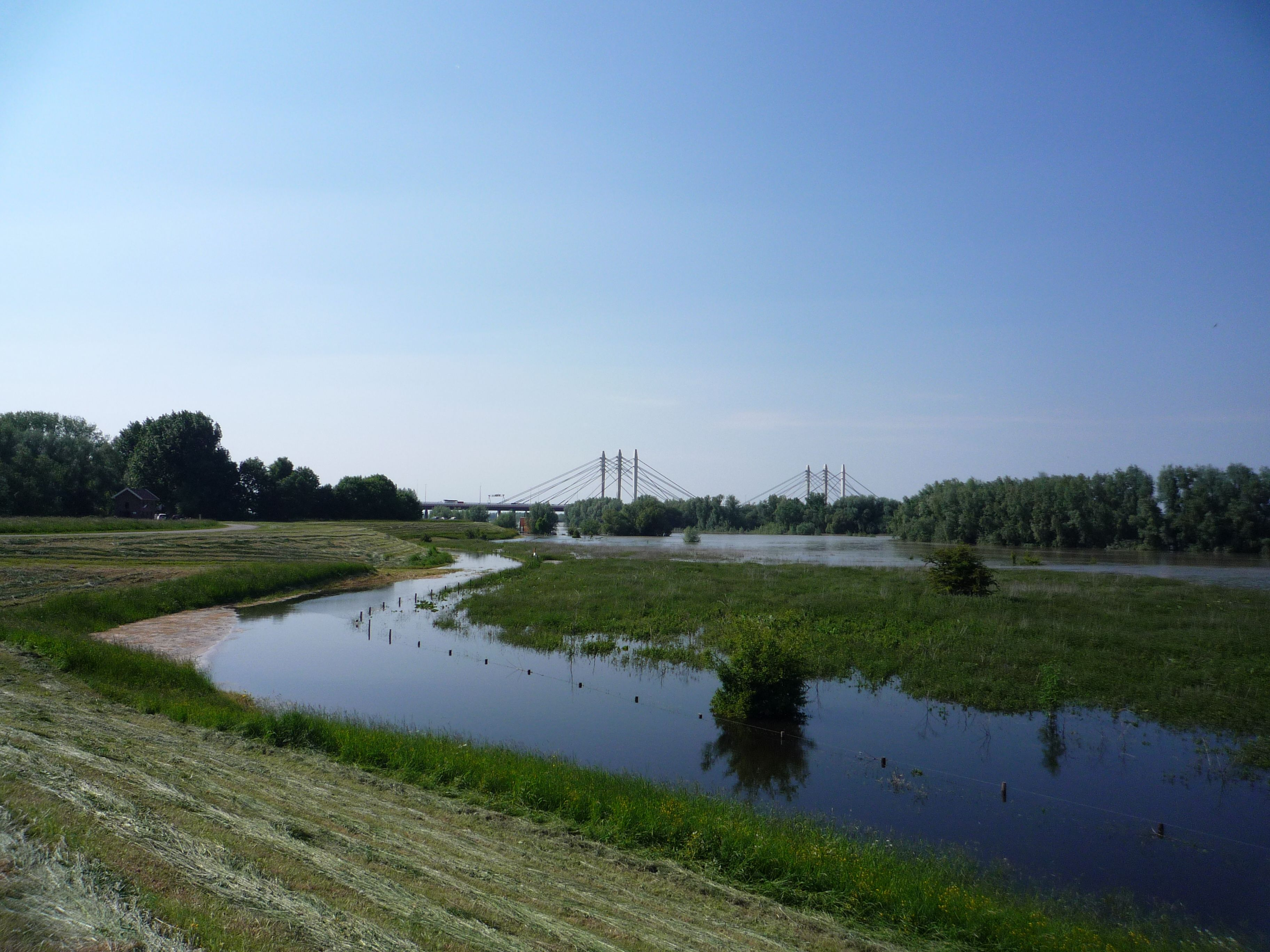
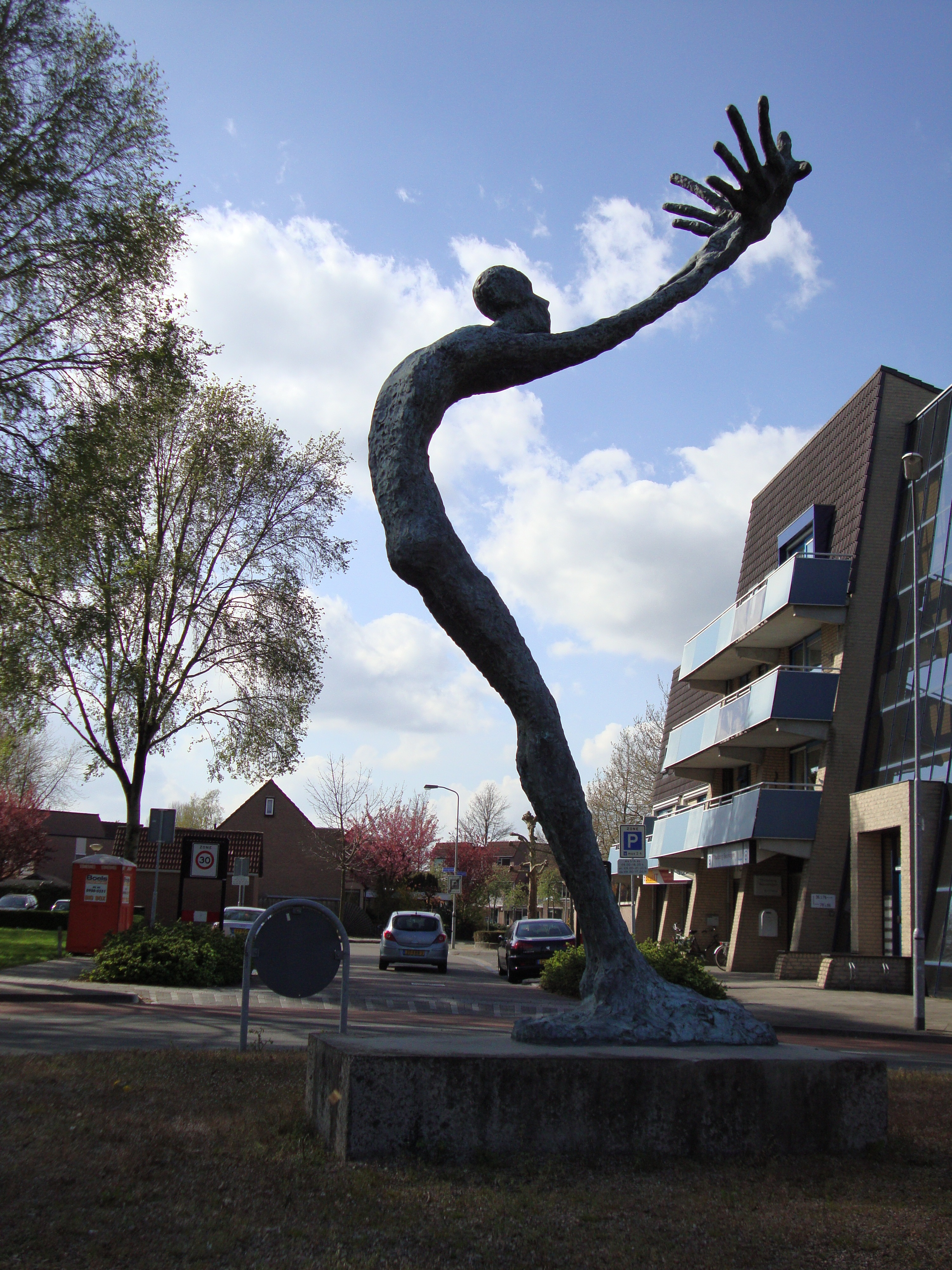
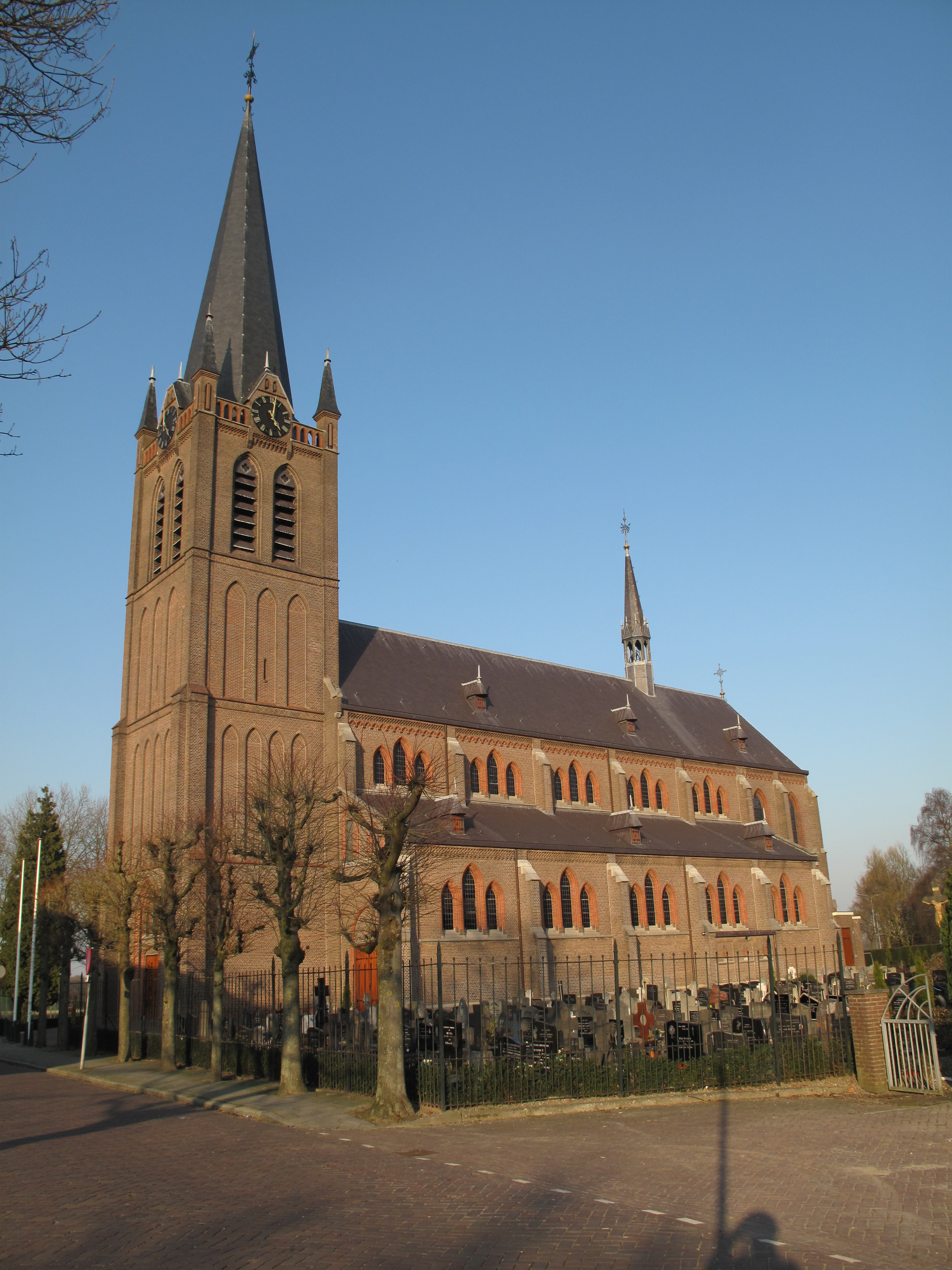
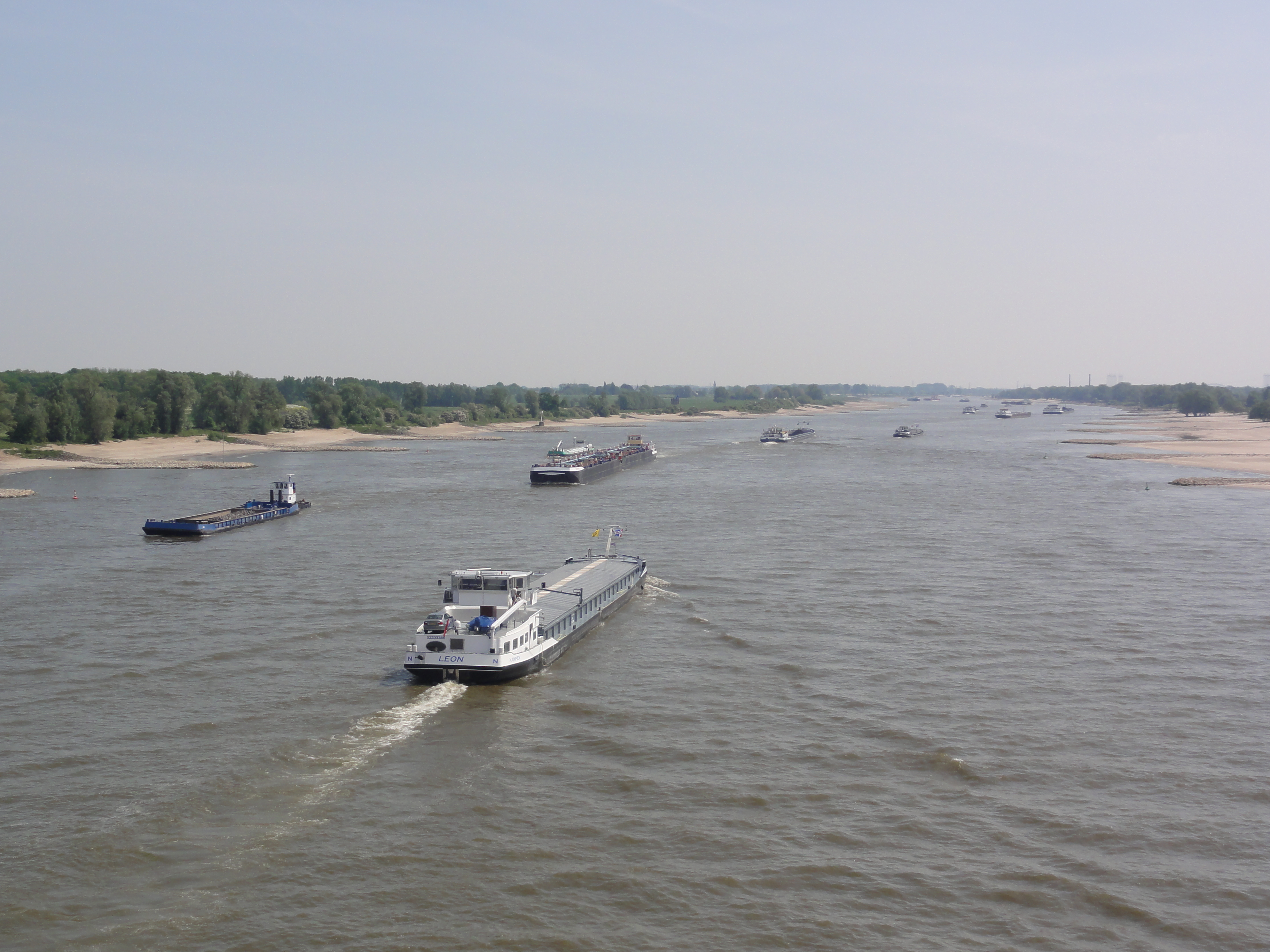
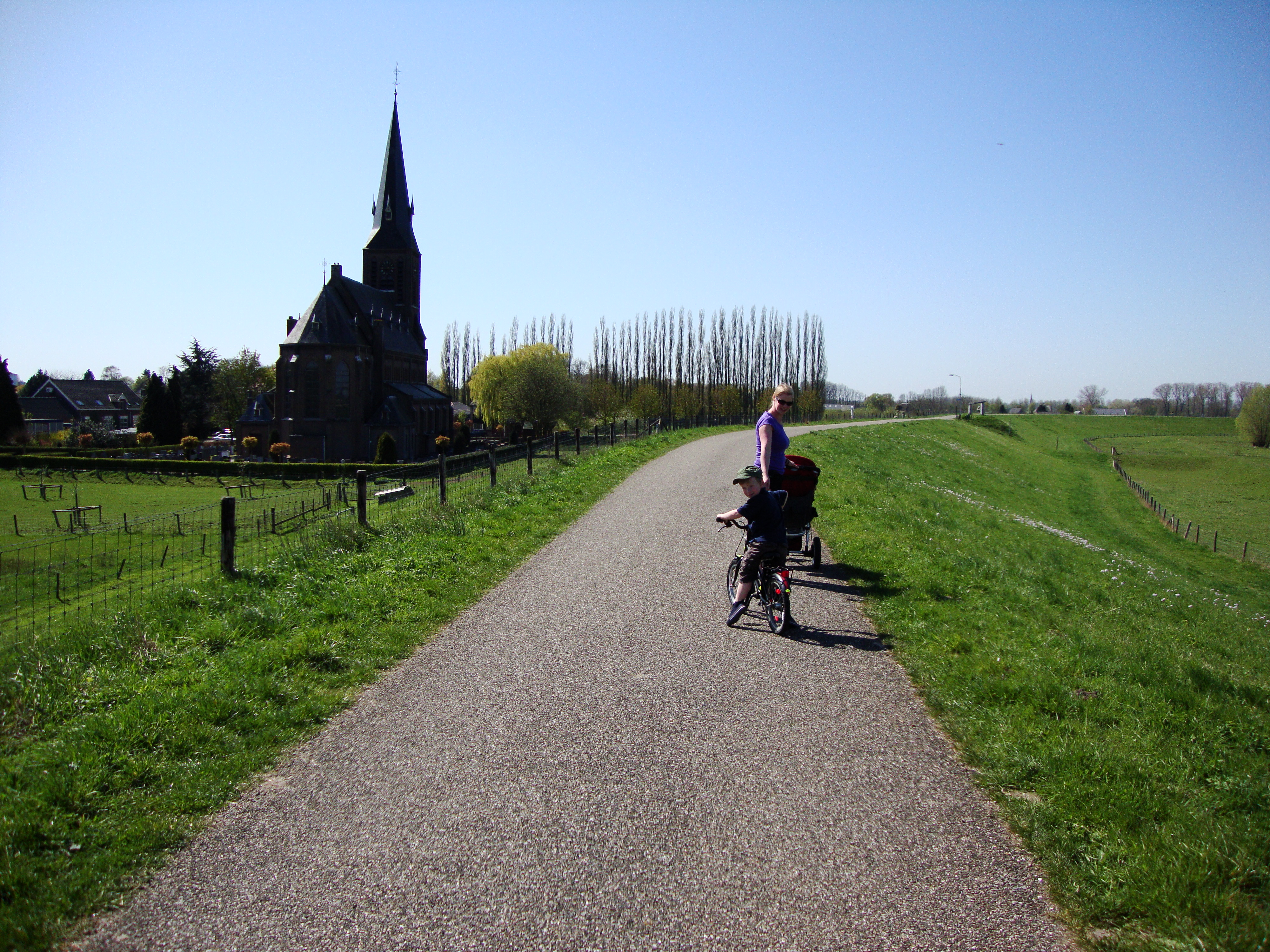

## أعلام
- رود بوش
- لورا آرتز